# ShowBiz Pizza Place
ShowBiz Pizza Place, oft abgekürzt als ShowBiz Pizza oder ShowBiz, war ein amerikanisches Familienunterhaltungszentrum und eine Restaurant-Pizzakette, die 1980 von Robert L. Brock und Creative Engineering gegründet wurde. Es entstand nach einer Trennung zwischen Brock und den Eigentümern des Franchise von Chuck E. Cheese, Pizza Time Theatre. ShowBiz Pizza-Restaurants unterhielten die Gäste mit einer großen Auswahl an Arcade-Spielen, münzbetriebenen Fahrgeschäften und animatronischen Bühnenshows.
Die beiden Unternehmen wurden Konkurrenten und fanden früh Erfolg, teilweise aufgrund der zunehmenden Popularität von Arcade-Spielen in den späten 1970er und frühen 1980er Jahren. Die Art der Animatronic, die in der ShowBiz Pizza-Kette verwendet wurde, unterschied sie von ihren Konkurrenten, die viele der gleichen Dienstleistungen anboten. Nach der Insolvenz des Pizza Time Theatre im Jahr 1984 fusionierte ShowBiz mit dem kämpfenden Franchiseunternehmen, um ein früheres gerichtliches Vergleichsmandat beizulegen, und bildete ShowBiz Pizza Time. Im Jahr 1989 gehörten zur Showbiz Pizza Time, Inc. sowohl 130 eigene als auch 126 im Franchise betriebene Filialen. Bis 1992 wurden alle ShowBiz-Pizza-Standorte in Chuck E. Cheese’s umbenannt.

## Geschichte
Atari-Mitbegründer Nolan Bushnell leitete Mitte der 1970er Jahre ein Projekt für Atari, um das erste Arcade-orientierte Familienrestaurant mit computerprogrammierter Animatronik zu starten. 1977 eröffnete Atari das erste Chuck E. Cheese’s Pizza Time Theatre in San Jose, Kalifornien. Das Konzept war ein sofortiger Erfolg, und nachdem Bushnell 1978 Atari verlassen hatte, kaufte er das Restaurant Pizza Time und gründete eine neue Firma, Pizza Time Theatre Inc. Als Bushnell das Franchise vermarktete zog das Konzept Kunden wie Robert L. Brock an, der mehrere Holiday Inn Hotels besaß. 1979 unterzeichnete Brock mit Pizza Time Theatre Inc. einen Franchisevertrag über mehrere Millionen Dollar, der die Eröffnung von bis zu 280 Standorten von Chuck E. Cheese in 16 Bundesstaaten vorsah. Vor der Eröffnung seines ersten Standorts beschloss Brock, die Vereinbarung mit Pizza Time aufzuheben und eine Partnerschaft mit CEI einzugehen. Das erste ShowBiz Pizza Place wurde am 3. März 1980 in Kansas City, Missouri, eröffnet. Die Brock Hotel Corporation besaß 80 % von ShowBiz Pizza Place, während die anderen 20 % CEI gehörten, die die Animatronics-Show der Kette, The Rock-afire Explosion, produzierte. Bis September 1981 gab es 48 firmeneigene Filialen und 42 Franchise-Unternehmen. 1982 verlegte das Unternehmen seinen Hauptsitz nach Irving (Texas).